# Хвольсон Орест Данилович

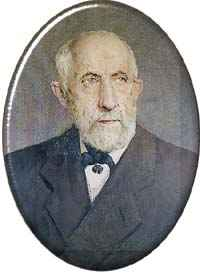
Орест Хвольсон

Орест Данилович Хвольсон (22 листопада (н.с. 4 грудня 1852 —11 травня 1934) — російський фізик, почесний член Радянської академії наук (1920). Він найбільш відомий тим, що одним із перших дослідив ефект гравітаційної лінзи.
Праці Хвольсона стосуються майже всіх розділів фізики, включаючи роботи з магнетизму, теплопровідності та дифузії світла. Велику популярність набули його роботи з актинометрії. Створив конструкції актинометра та піргеліометра, які тривалий час застосовувалися в Росії.
Після 1896 Хвольсон займався головним чином складанням п'ятитомного «Курсу фізики», який значною мірою сприяв підняттю рівня викладання фізики й тривалий час залишався основним посібником у радянських закладах вищої освіти. Цей курс перекладено німецькою, французькою та іспанською мовами.

## Вибрані праці
- Lehre von der strahlenden Energie (фр.). Т. 2, № 2. Paris. Librairie scientifique Hermann et C.ie. 1906.
- Die Lehre von den gasformingen, flussigen und festen Korpern (фр.). Т. 1, № 3. Paris. Librairie scientifique Hermann et C.ie. 1907.
- Lehre von der strahlenden Energie (фр.). Т. 2, № 4. Paris. Librairie scientifique Hermann et C.ie. 1909.
- Lehre von der Elektrizität (фр.). Т. 4, № 1. Paris. Librairie scientifique Hermann et C.ie. 1910.
  - Lehre von der Elektrizität (фр.). Т. 4, № 2. Paris. Librairie scientifique Hermann et C.ie. 1913.
  - Lehre von der Elektrizität (фр.). Т. 5, № 1. Paris. Librairie scientifique Hermann et C.ie. 1914.

## Інтернет-ресурси
- Хвольсон, Орест Данилович